# Esteve Sala
Esteve Sala i Canyadell (ur. 1881, zm. 1939) – hiszpański działacz sportowy. 
Był 21. prezesem klubu piłkarskiego FC Barcelona. Stanowisko to przejął 16 lipca 1934, a jego poprzednikiem był Joan Coma. Jako prezes katalońskiego klubu musiał borykać się z problemami finansowymi i sportowymi. Jako głównego trenera zespołu zatrudnił byłego bramkarza, Franza Platko. Po roku urzędowania Sali sytuacja klubu się poprawiła. Nie zdecydował się ubiegać się o reelekcję z powodów osobistych i 27 lipca 1935 jego następcą został Josep Sunyol.